# The Wall Live
Pour les articles homonymes, voir The Wall (homonymie).
Tournées par Roger Waters
The Dark Side of the Moon Live
The Wall Live est une série de concerts mondiaux de Roger Waters, ancien membre de Pink Floyd, où l’album The Wall est joué en entier par son groupe ou par, quelquefois, un ancien membre de Pink Floyd. Le coût de la tournée est estimé à 60 millions de dollars. La première étape de la tournée en Amérique du Nord a rapporté plus de 89,5 millions dollars.
La première partie de la tournée a commencé à Toronto le 15 septembre 2010 et s'est terminée le 21 décembre 2010 à Mexico. La deuxième partie, la tournée européenne, a commencé le 21 mars 2011 à Lisbonne au Portugal et s'est terminée le 21 juillet 2011 à Athènes, en Grèce. La tournée suivante, celle de l'Australie, la Nouvelle-Zélande et de l'Amérique du Sud, commence le 27 janvier 2012 à Perth et se termine le 1er avril 2012. La quatrième étape, un retour en Amérique du Nord, commence 27 avril 2012 et se termine le 21 juillet 2012 à Québec, au plaines d'Abraham, un ancien champ de bataille. Ce dernier spectacle à Québec est la deuxième fois que The Wall est joué en plein air. La première était à Berlin en 1990. La seconde partie de la tournée européenne a lieu du 18 juillet au 21 septembre 2013, pour s'achever au stade de France.

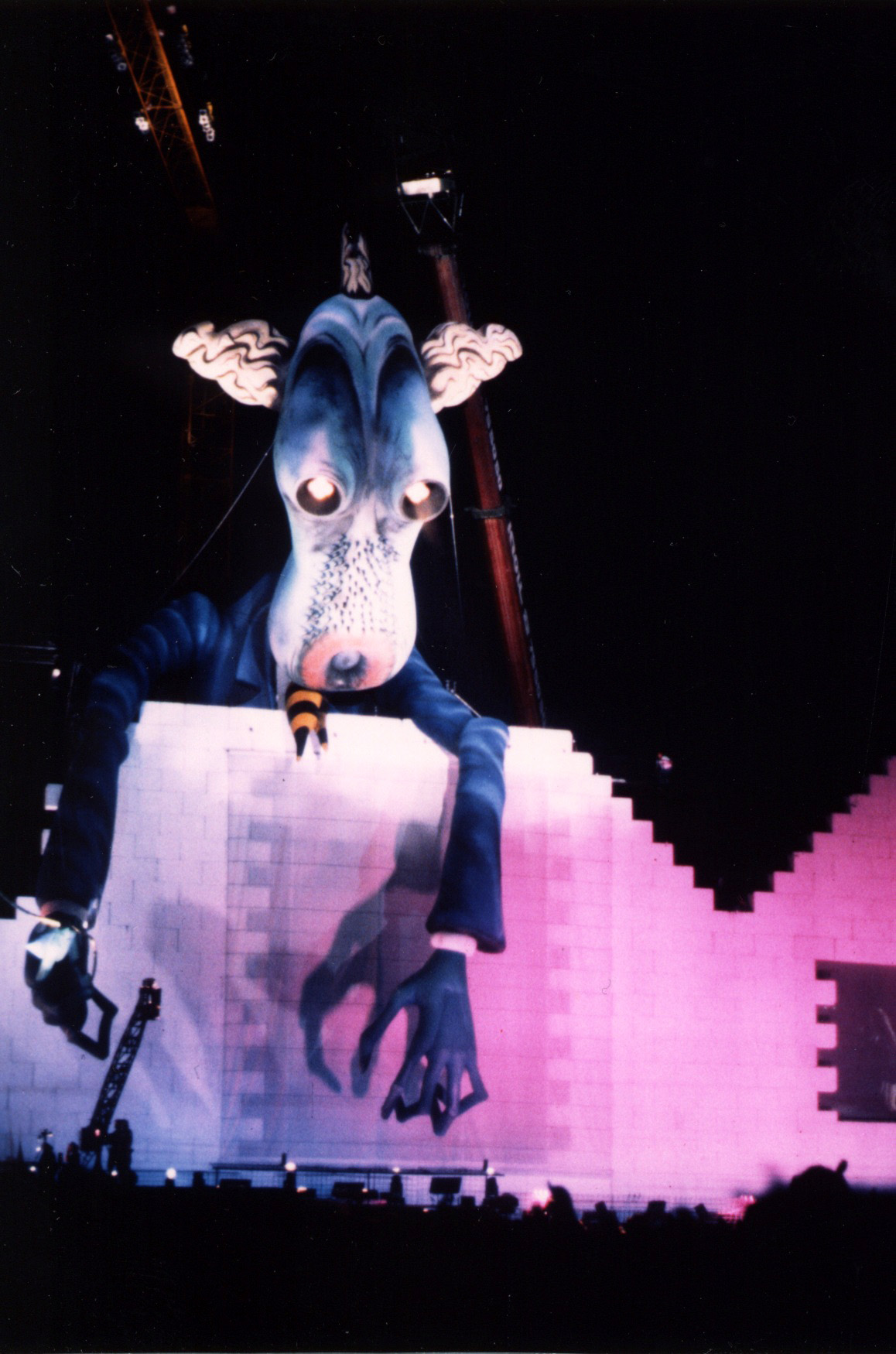
Une des marionnettes apparaissant dans le concert à Berlin en 1990. On peut voir aussi une partie du mur.

## Musiciens
Les musiciens suivants ont joué sur la tournée :
- Roger Waters – Basse, chant principal, guitare acoustique, trompette dans Outside the Wall
- Graham Broad – Batterie, percussions, Ukelele dans Outside the Wall
- Dave Kilminster – Guitares, banjo dans Outside the Wall, basse dans Mother
- G. E. Smith – Guitares, basse, Mandoline dans Outside the Wall
- Snowy White – Guitares, basse dans Goodbye Blue Sky
- Jon Carin – Claviers, guitares, lap steel
- Harry Waters – Hammond B3, claviers, accordéon dans Outside the Wall
- Robbie Wyckoff – chant principal (morceaux ou parties de morceaux originellement chantés par David Gilmour)
- Jon Joyce – Chœurs
- Kipp Lennon – Chœurs
- Mark Lennon – Chœurs
- Pat Lennon – Chœurs
- David Gilmour – Guitariste et chanteur invité dans le spectacle de Londres le 12 mai 2011
- Nick Mason – Percussions, invité dans le spectacle de Londres le 12 mai 2011

## Aperçu du concert

### L'avant spectacle

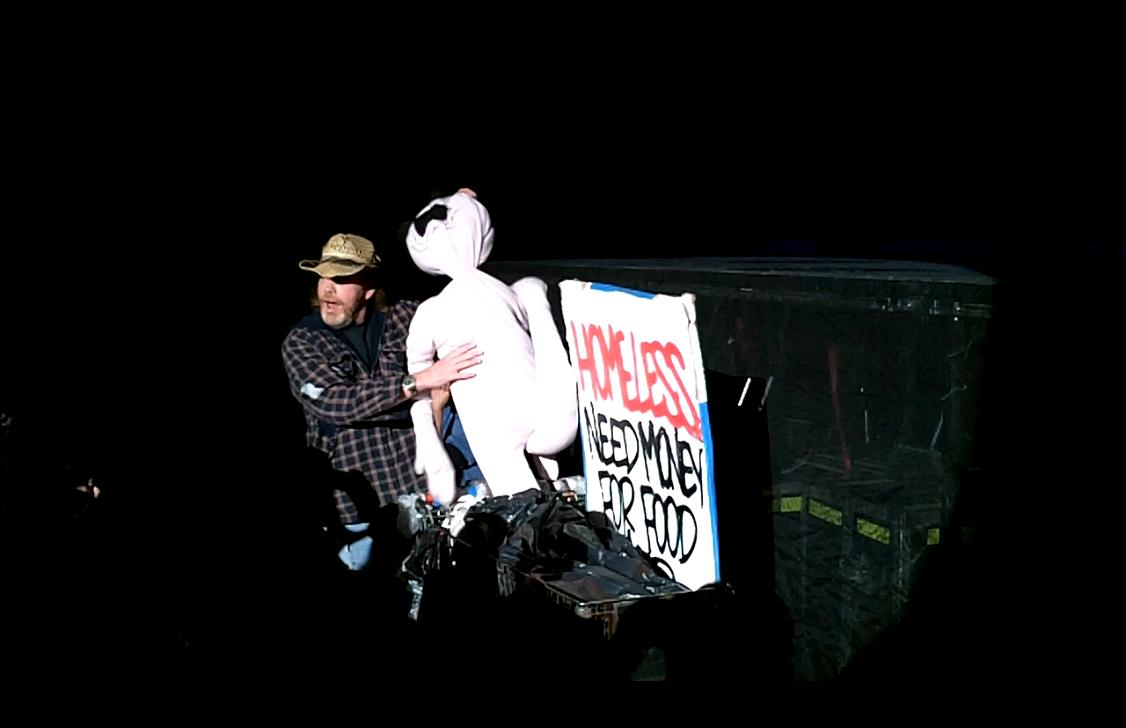
Le sans-abri

Dans l'avant spectacle il y a des morceaux qui jouent voici la liste:
- Mother John Lennon
- Master of war Bob Dylan
- A change is gonna come Sam Cook
- Imagine John Lennon
- Strange fruit Billie Holiday
- Whole lotta love Led Zeppelin
- People get ready The Impressions

Il y a d'autres morceaux qui changent de ville en ville. Ensuite, juste avant le spectacle, un sans abri ou un soldat vient faire un discours avec une peluche de Pink, le personnage principal de l’album.

### Le spectacle

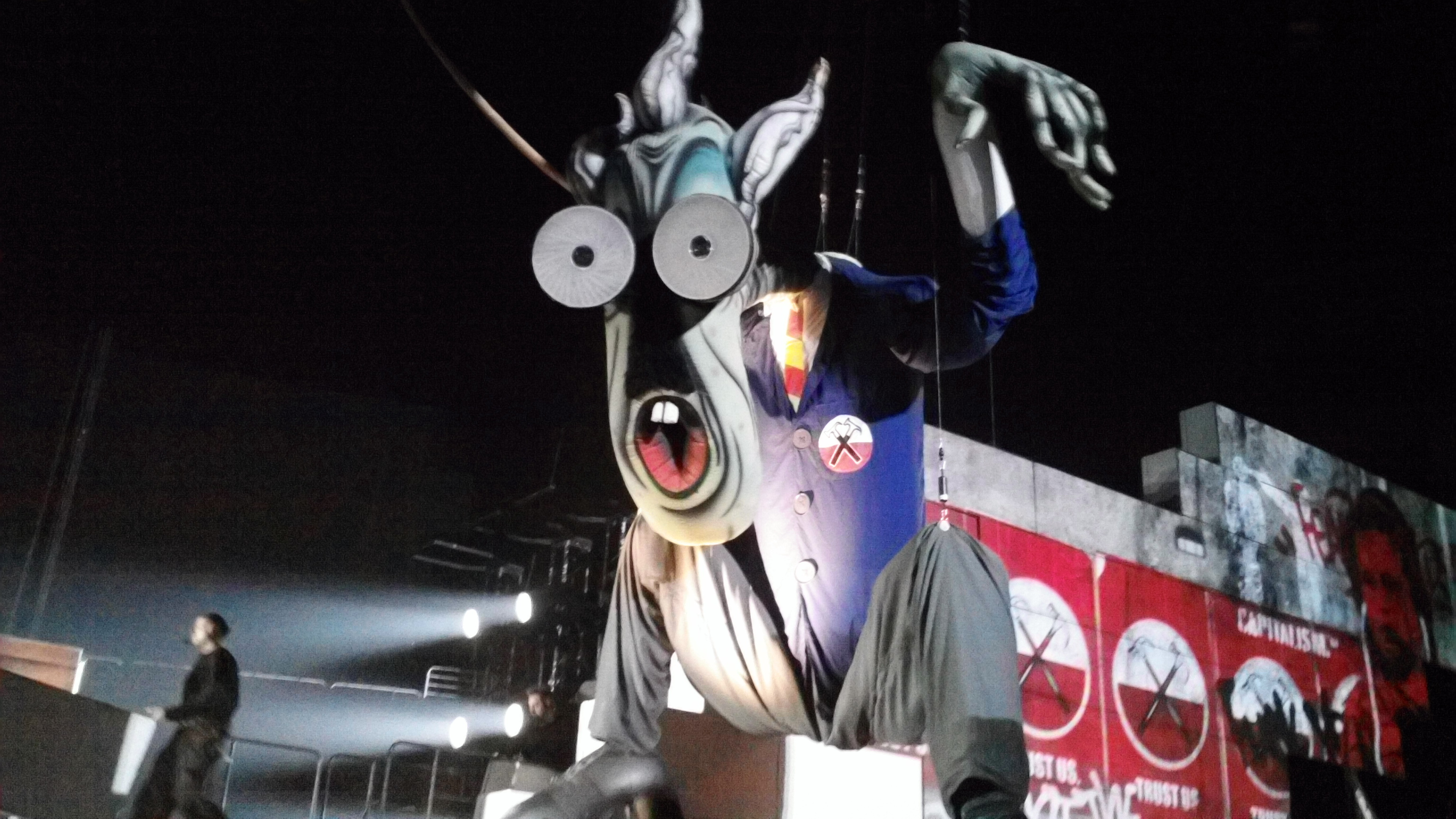
La marionnette du professeur

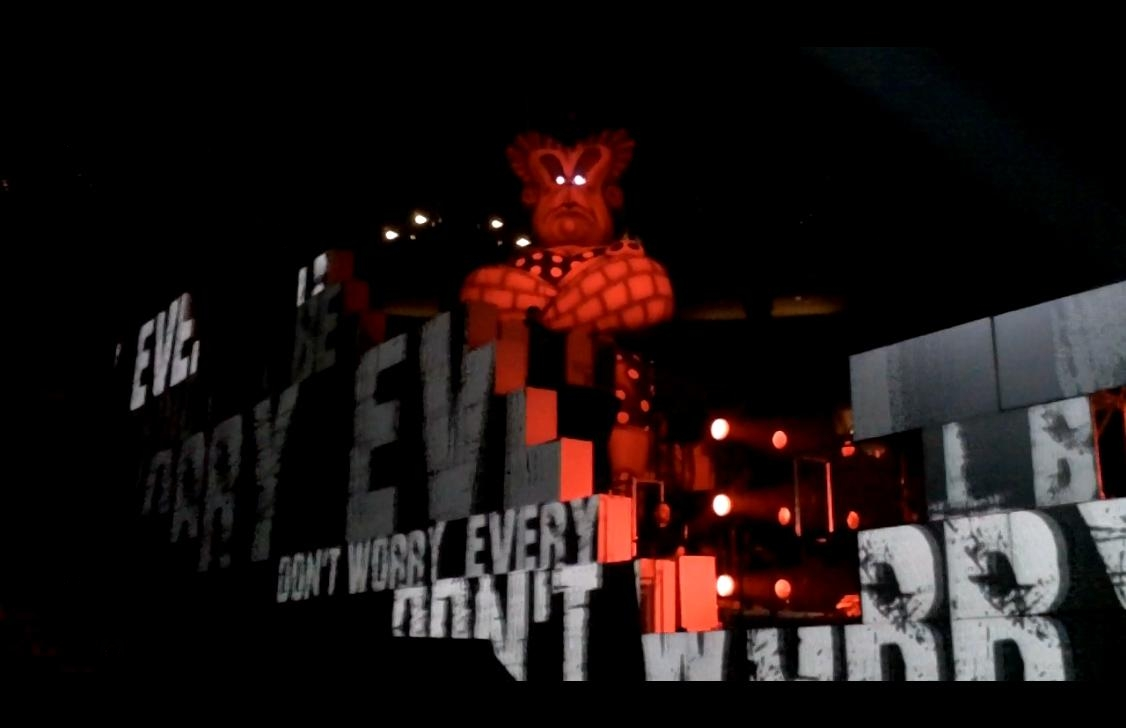
La marionnette de la mère

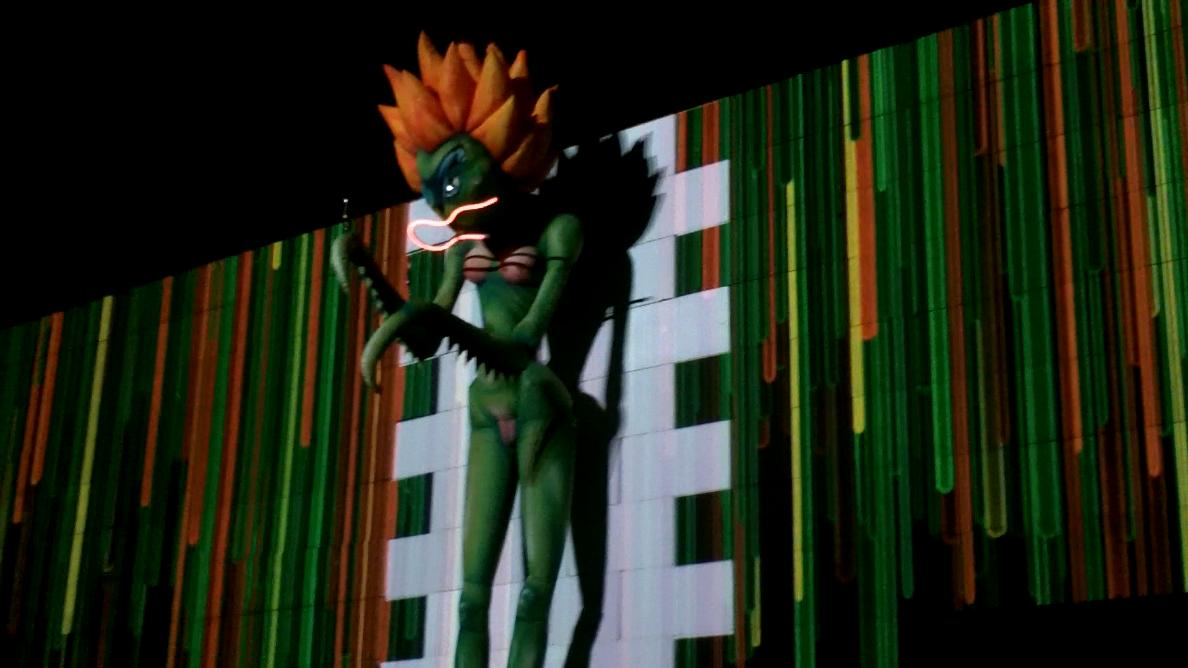
La marionnette de la femme

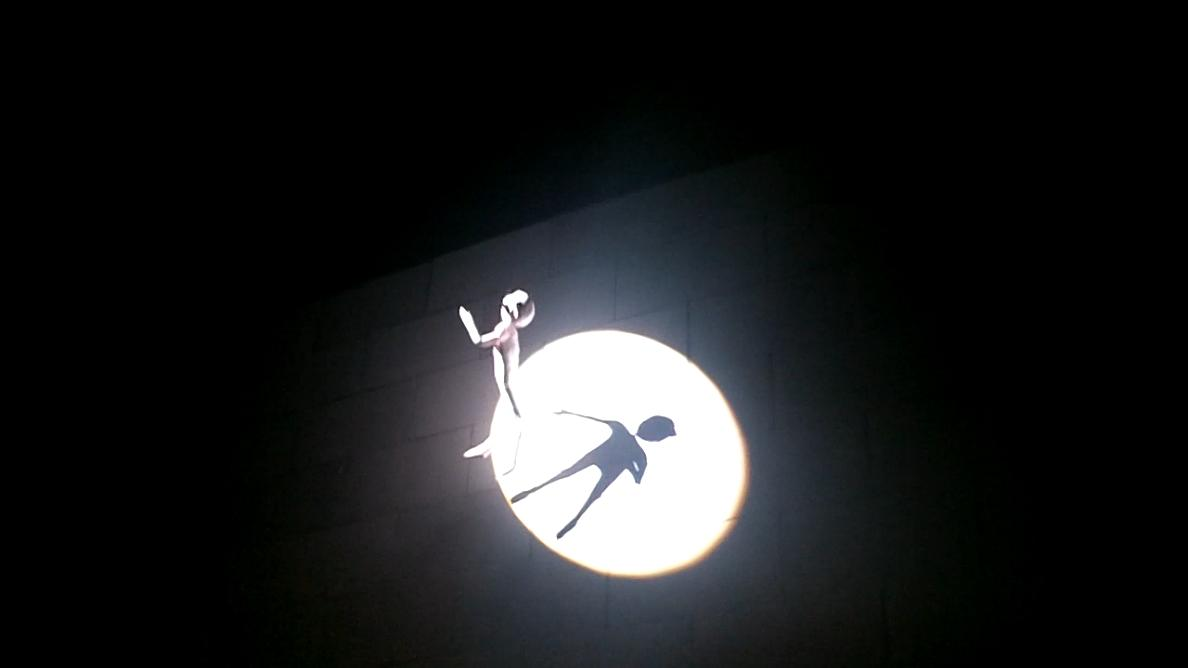
Stop

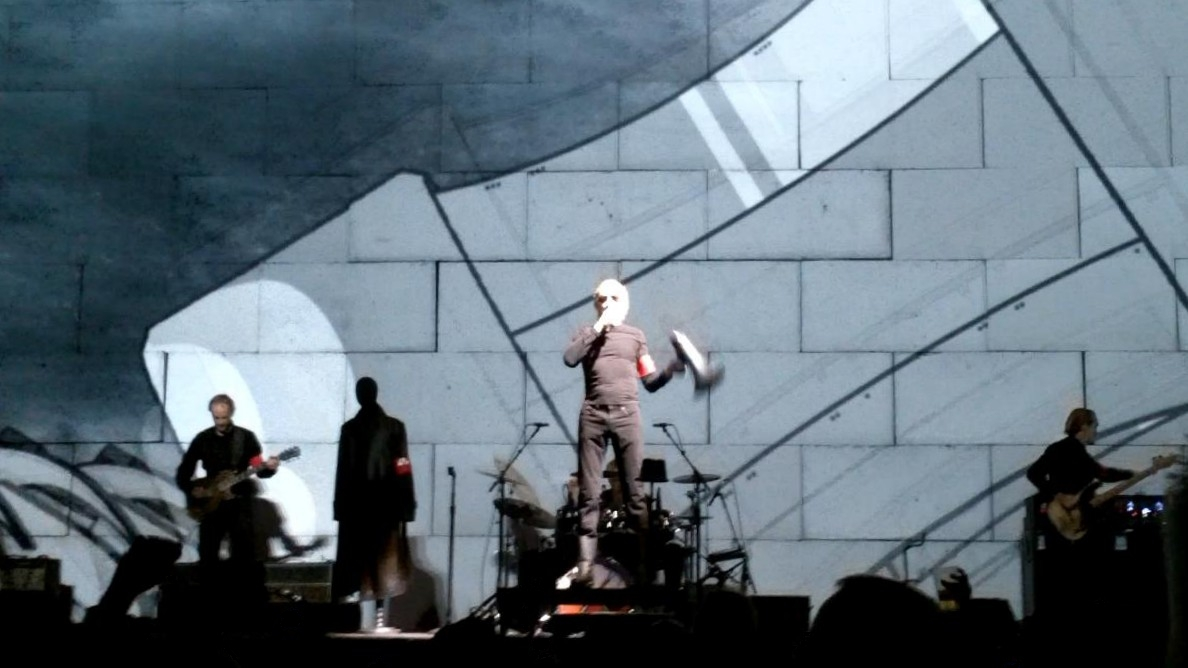
Waiting for the worms

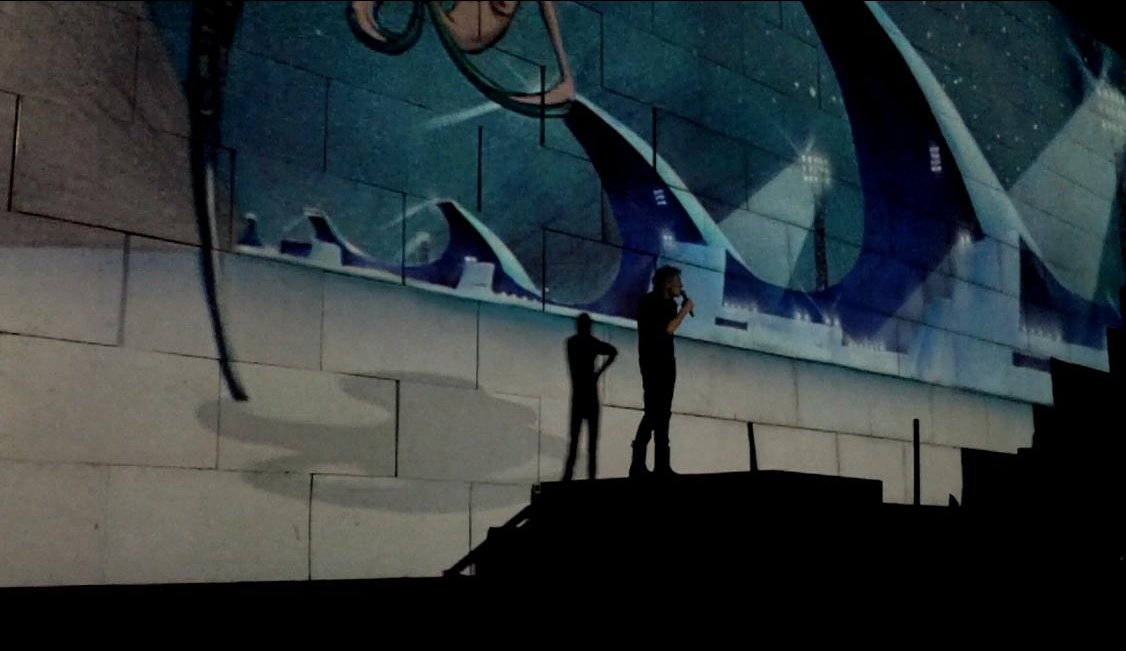
The trial

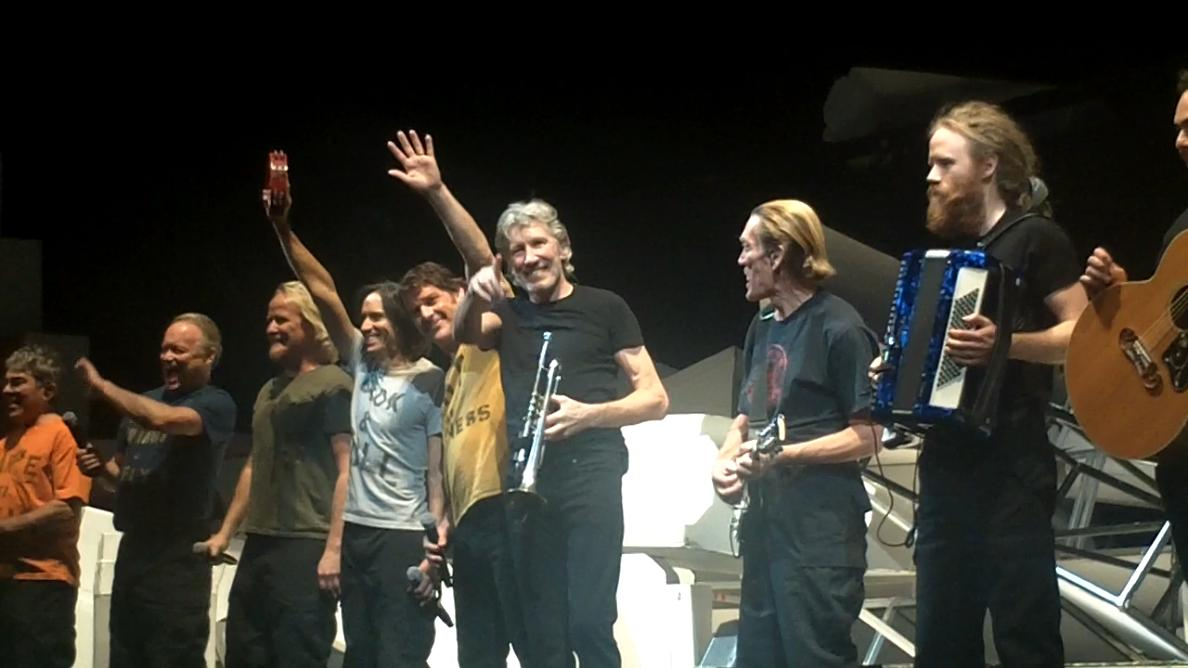
Outside the wall

Le début en trompette de In the flesh? est joué et, sans avertissement, In the flesh? commence en même temps que de plusieurs feux d'artifice qui explosent en même temps que les puissants accords du morceau, ce jusqu'au moment où Roger Waters enfile son déguisement noir orné de marteaux et commence à chanter. À la fin du morceau, une cinématique fait croire au public qu'un avion s'est écrasé sur scène. Dans The Thin ice, des projections de soldats morts à la guerre se font voir. Ensuite, dans Another brick in the wall (Part 1) c'est au tour de projections rouges et floues de se faire voir. Dans The Happiest days of our life, une marionnette gigantesque apparaît, ainsi que dans Another brick in the wall (Part 2) - où des enfants viennent pour danser au rythme de la chanson. Ensuite, un nouveau morceau qui n'est pas dans l’album se fait entendre jusqu'à se faire remplacer par un discours de Roger Waters. Ensuite Mother fait surface avec une marionnette géante et des mots projetés sur le mur. Ensuite c'est au tour de Goodbye blue sky qui apparaît avec des images troublantes. Ensuite vient le tour de d'une version prolongée d'Empty spaces, What Shall We Do Now? avec des images macabres et étranges. Vient le tour de Young lust où une projection de femme est visible. Le one of my turns est accompagné de projections étranges incluant la voix de Roger Waters. Dans Don't leave me now, la marionnette géante de la femme est visible tandis que dans Another brick in the wall (part 3) ce sont des étranges projections. Un morceau inédit The last few brick est joué et c'est ensuite Goodbye cruel world lors duquel la dernière brique du Mur est posée, complétant l'édifice.
La deuxième partie débute avec Hey you et Is there anybody out there où seulement le mur est visible. Dans Nobody home Roger Waters est visible dans une pièce dans le mur. Dans Vera et Bring the boys back home, des images contre la guerre sont visibles. Dans Comfortably numb des projections multicolores sont visibles qui se clôture avec un solo de guitare en haut du mur. Le The show must go on est chanté par des soldats de Pink. Ensuite vient In the flesh où des drapeau de marteaux sont visibles avec Roger Waters déguisé. Ensuite il y a Run like hell dans lequel il y a un cochon volant géant qui sort de sous le mur accompagné de projections de tyrannie entre autres. Dans Waiting for the worms des projections de vers sont visibles avec Roger Waters qui chante avec un cône vocal suivi de projections de marteaux. Dans Stop une peluche de Pink se fait voir en haut du mur. Ensuite The trial qui vient avec des projections absurdes. Le spectacle fini avec Outside the wall où on voit les artistes qui ont participé.
Partie 1
- "In the Flesh?"
- "The Thin Ice"
- "Another Brick in the Wall (Part 1)"
- "The Happiest Days of Our Lives"
- "Another Brick in the Wall (Part 2)"
- "The Ballad Of Jean Charles de Menezes / Another Brick in the Wall (Part 2) Reprise "
- "Mother (Version acoustic)"
- "Mother"
- "Goodbye Blue Sky"
- "Empty Spaces"
- "What Shall We Do Now?"
- "Young Lust"
- "One of My Turns"
- "Don't Leave Me Now"
- "Another Brick in the Wall (Part 3)"
- "The Last Few Bricks"
- "Goodbye Cruel World"

Partie 2
- "Hey You"
- "Is There Anybody Out There?"
- "Nobody Home"
- "Vera"
- "Bring the Boys Back Home"
- "Comfortably Numb"
- "The Show Must Go On"
- "In the Flesh"
- "Run Like Hell"
- "Waiting for the Worms"
- "Stop"
- "The Trial"
- "Outside the Wall"

## Les spectacles
| Date              | Ville             | Pays               | Emplacement                                  |
| ----------------- | ----------------- | ------------------ | -------------------------------------------- |
| Amérique du Nord  |                   |                    |                                              |
| 15 septembre 2010 | Toronto           | Canada             | Air Canada Centre                            |
| 16 septembre 2010 | Toronto           | Canada             | Air Canada Centre                            |
| 18 septembre 2010 | Toronto           | Canada             | Air Canada Centre                            |
| 20 septembre 2010 | Chicago           | États-Unis         | États-Unis                                   |
| 21 septembre 2010 | Chicago           | États-Unis         | États-Unis                                   |
| 23 septembre 2010 | Chicago           | États-Unis         | États-Unis                                   |
| 24 septembre 2010 | Chicago           | États-Unis         | États-Unis                                   |
| 26 septembre 2010 | Pittsburgh        | États-Unis         | Consol Energy Center                         |
| 28 septembre 2010 | Cleveland         | États-Unis         | Quicken Loans Arena                          |
| 30 septembre 2010 | Boston            | États-Unis         | TD Garden                                    |
| 1er octobre 2010  | Boston            | États-Unis         | TD Garden                                    |
| 3 octobre 2010    | Boston            | États-Unis         | TD Garden                                    |
| 5 octobre 2010    | New York          | États-Unis         | Madison Square Garden                        |
| 6 octobre 2010    | New York          | États-Unis         | Madison Square Garden                        |
| 8 octobre 2010    | Buffalo           | États-Unis         | First Niagara Center                         |
| 10 octobre 2010   | Washington        | États-Unis         | Verizon Center                               |
| 12 octobre 2010   | Uniondale         | États-Unis         | Nassau Veterans Memorial Coliseum            |
| 13 octobre 2010   | Uniondale         | États-Unis         | Nassau Veterans Memorial Coliseum            |
| 15 octobre 2010   | Hartford          | États-Unis         | XL Center                                    |
| 17 octobre 2010   | Ottawa            | Canada             | Scotiabank Place                             |
| 19 octobre 2010   | Montréal          | Canada             | Centre Bell                                  |
| 20 octobre 2010   | Montréal          | Canada             | Centre Bell                                  |
| 22 octobre 2010   | Columbia          | États-Unis         | Value City Arena                             |
| 24 octobre 2010   | Auburn Hills      | États-Unis         | The Palace of Auburn Hills                   |
| 26 octobre 2010   | Omaha             | États-Unis         | Qwest Center Omaha                           |
| 27 octobre 2010   | Saint Paul        | États-Unis         | Xcel Energy Center                           |
| 29 octobre 2010   | Saint-Louis       | États-Unis         | Scottrade Center                             |
| 30 octobre 2010   | Kansas City       | États-Unis         | Sprint Center                                |
| 3 novembre 2010   | East Rutherford   | États-Unis         | Izod Center                                  |
| 4 novembre 2010   | East Rutherford   | États-Unis         | Izod Center                                  |
| 6 novembre 2010   | New York          | États-Unis         | Madison Square Garden                        |
| 8 novembre 2010   | Philadelphie      | États-Unis         | Wells Fargo Center                           |
| 9 novembre 2010   | Philadelphie      | États-Unis         | Wells Fargo Center                           |
| 11 novembre 2010  | Philadelphie      | États-Unis         | Wells Fargo Center                           |
| 13 novembre 2010  | Sunrise           | États-Unis         | BankAtlantic Center                          |
| 14 novembre 2010  | Sunrise           | États-Unis         | BankAtlantic Center                          |
| 16 novembre 2010  | Tampa             | États-Unis         | St. Pete Times Forum                         |
| 18 novembre 2010  | Atlanta           | États-Unis         | Philips Arena                                |
| 20 novembre 2010  | Houston           | États-Unis         | Toyota Center                                |
| 21 novembre 2010  | Dallas            | États-Unis         | American Airlines Center                     |
| 23 novembre 2010  | Denver            | États-Unis         | Pepsi Center                                 |
| 26 novembre 2010  | Paradise          | États-Unis         | MGM Grand Garden Arena                       |
| 27 novembre 2010  | Phoenix           | États-Unis         | US Airways Center                            |
| 29 novembre 2010  | Los Angeles       | États-Unis         | Staples Center                               |
| 30 novembre 2010  | Los Angeles       | États-Unis         | Staples Center                               |
| 3 décembre 2010   | Oakland           | États-Unis         | Oracle Arena                                 |
| 5 décembre 2010   | Los Angeles       | États-Unis         | Staples Center                               |
| 7 décembre 2010   | San José          | États-Unis         | HP Pavilion at San Jose                      |
| 8 décembre 2010   | San José          | États-Unis         | HP Pavilion at San Jose                      |
| 10 décembre 2010  | Vancouver         | Canada             | Rogers Arena                                 |
| 11 décembre 2010  | Tacoma            | États-Unis         | Tacoma Dome                                  |
| 13 décembre 2010  | Anaheim           | États-Unis         | Honda Center                                 |
| 14 décembre 2010  | Anaheim           | États-Unis         | Honda Center                                 |
| 18 décembre 2010  | Mexico            | Mexique            | Palais des sports                            |
| 19 décembre 2010  | Mexico            | Mexique            | Palais des sports                            |
| 21 décembre 2010  | Mexico            | Mexique            | Palais des sports                            |
| Europe            |                   |                    |                                              |
| 21 mars 2011      | Lisbonne          | Portugal           | Pavilhão Atlântico                           |
| 22 mars 2011      | Lisbonne          | Portugal           | Pavilhão Atlântico                           |
| 25 mars 2011      | Madrid            | Espagne            | Palais des sports                            |
| 26 mars 2011      | Madrid            | Espagne            | Palais des sports                            |
| 29 mars 2011      | Barcelone         | Espagne            | Palau Sant Jordi                             |
| 30 mars 2011      | Barcelone         | Espagne            | Palau Sant Jordi                             |
| 1er avril 2011    | Milan             | Italie             | Mediolanum Forum                             |
| 2 avril 2011      | Milan             | Italie             | Mediolanum Forum                             |
| 4 avril 2011      | Milan             | Italie             | Mediolanum Forum                             |
| 5 avril 2011      | Milan             | Italie             | Mediolanum Forum                             |
| 8 avril 2011      | Arnhem            | Pays-Bas           | GelreDome                                    |
| 9 avril 2011      | Arnhem            | Pays-Bas           | GelreDome                                    |
| 11 avril 2011     | Arnhem            | Pays-Bas           | GelreDome                                    |
| 13 avril 2011     | Zagreb            | Croatie            | Arena Zagreb                                 |
| 15 avril 2011     | Prague            | République tchèque | O2 Arena                                     |
| 16 avril 2011     | Prague            | République tchèque | O2 Arena                                     |
| 18 avril 2011     | Łódź              | Pologne            | Arena Łódź                                   |
| 19 avril 2011     | Łódź              | Pologne            | Arena Łódź                                   |
| 23 avril 2011     | Moscou            | Russie             | Olimpiyskiy Stadion                          |
| 25 avril 2011     | Saint-Pétersbourg | Russie             | Complexe sportif et scénique pétersbourgeois |
| 27 avril 2011     | Helsinki          | Finlande           | Hartwall Arena                               |
| 28 avril 2011     | Helsinki          | Finlande           | Hartwall Arena                               |
| 30 avril 2011     | Bærum             | Norvège            | Telenor Arena                                |
| 1er mai 2011      | Bærum             | Norvège            | Telenor Arena                                |
| 4 mai 2011        | Stockholm         | Suède              | Ericsson Globe                               |
| 5 mai 2011        | Stockholm         | Suède              | Ericsson Globe                               |
| 7 mai 2011        | Copenhague        | Danemark           | Parken Stadium                               |
| 11 mai 2011       | Londres           | Angleterre         | O2 Arena                                     |
| 12 mai 2011       | Londres           | Angleterre         | O2 Arena                                     |
| 14 mai 2011       | Londres           | Angleterre         | O2 Arena                                     |
| 15 mai 2011       | Londres           | Angleterre         | O2 Arena                                     |
| 17 mai 2011       | Londres           | Angleterre         | O2 Arena                                     |
| 18 mai 2011       | Londres           | Angleterre         | O2 Arena                                     |
| 20 mai 2011       | Manchester        | Angleterre         | Manchester Evening News Arena                |
| 21 mai 2011       | Manchester        | Angleterre         | Manchester Evening News Arena                |
| 23 mai 2011       | Dublin            | Irlande            | The O2                                       |
| 24 mai 2011       | Dublin            | Irlande            | The O2                                       |
| 27 mai 2011       | Anvers            | Belgique           | Sportpaleis                                  |
| 28 mai 2011       | Anvers            | Belgique           | Sportpaleis                                  |
| 30 mai 2011       | Paris             | France             | Palais omnisports de Paris-Bercy             |
| 31 mai 2011       | Paris             | France             | Palais omnisports de Paris-Bercy             |
| 3 juin 2011       | Mannheim          | Allemagne          | SAP Arena                                    |
| 4 juin 2011       | Mannheim          | Allemagne          | SAP Arena                                    |
| 6 juin 2011       | Zurich            | Suisse             | Hallenstadion                                |
| 7 juin 2011       | Zurich            | Suisse             | Hallenstadion                                |
| 10 juin 2011      | Hambourg          | Allemagne          | O2 World Hamburg                             |
| 11 juin 2011      | Hambourg          | Allemagne          | O2 World Hamburg                             |
| 13 juin 2011      | Herning           | Danemark           | Jyske Bank Boxen                             |
| 15 juin 2011      | Berlin            | Allemagne          | O2 World Berlin                              |
| 16 juin 2011      | Berlin            | Allemagne          | O2 World Berlin                              |
| 18 juin 2011      | Düsseldorf        | Allemagne          | Esprit arena                                 |
| 20 juin 2011      | Munich            | Allemagne          | Olympiahalle                                 |
| 22 juin 2011      | Budapest          | Hongrie            | Budapest Sports Arena                        |
| 24 juin 2011      | Zurich            | Suisse             | Hallenstadion                                |
| 25 juin 2011      | Zurich            | Suisse             | Hallenstadion                                |
| 27 juin 2011      | Birmingham        | Angleterre         | National Indoor Arena                        |
| 28 juin 2011      | Manchester        | Angleterre         | Manchester Evening News Arena                |
| 30 juin 2011      | Paris             | France             | Palais omnisports de Paris-Bercy             |
| 1er juillet 2011  | Paris             | France             | Palais omnisports de Paris-Bercy             |
| 3 juillet 2011    | Milan             | Italie             | Mediolanum Forum                             |
| 4 juillet 2011    | Milan             | Italie             | Mediolanum Forum                             |
| 8 juillet 2011    | Athènes           | Grèce              | Olympic Indoor Hall                          |
| 9 juillet 2011    | Athènes           | Grèce              | Olympic Indoor Hall                          |
| 12 juillet 2011   | Athènes           | Grèce              | Olympic Indoor Hall                          |
| Océanie           |                   |                    |                                              |
| 27 janvier 2012   | Perth             | Australie          | Burswood Dome                                |
| 28 janvier 2012   | Perth             | Australie          | Burswood Dome                                |
| 1er février 2012  | Brisbane          | Australie          | Brisbane Entertainment Centre                |
| 2 février 2012    | Brisbane          | Australie          | Brisbane Entertainment Centre                |
| 4 février 2012    | Brisbane          | Australie          | Brisbane Entertainment Centre                |
| 7 février 2012    | Melbourne         | Australie          | Rod Laver Arena                              |
| 8 février 2012    | Melbourne         | Australie          | Rod Laver Arena                              |
| 10 février 2012   | Melbourne         | Australie          | Rod Laver Arena                              |
| 11 février 2012   | Melbourne         | Australie          | Rod Laver Arena                              |
| 14 février 2012   | Sydney            | Australie          | Allphones Arena                              |
| 15 février 2012   | Sydney            | Australie          | Allphones Arena                              |
| 18 février 2012   | Auckland          | Nouvelle-Zélande   | Vector Arena                                 |
| 20 février 2012   | Auckland          | Nouvelle-Zélande   | Vector Arena                                 |
| 22 février 2012   | Auckland          | Nouvelle-Zélande   | Vector Arena                                 |
| 23 février 2012   | Auckland          | Nouvelle-Zélande   | Vector Arena                                 |
| Amérique du Sud   |                   |                    |                                              |
| 2 mars 2012       | Santiago du Chili | Chili              | Estadio Nacional Julio Martínez Prádanos     |
| 3 mars 2012       | Santiago du Chili | Chili              | Estadio Nacional Julio Martínez Prádanos     |
| 7 mars 2012       | Buenos Aires      | Argentine          | Estadio Monumental Antonio Vespucio Liberti  |
| 9 mars 2012       | Buenos Aires      | Argentine          | Estadio Monumental Antonio Vespucio Liberti  |
| 10 mars 2012      | Buenos Aires      | Argentine          | Estadio Monumental Antonio Vespucio Liberti  |
| 12 mars 2012      | Buenos Aires      | Argentine          | Estadio Monumental Antonio Vespucio Liberti  |
| 14 mars 2012      | Buenos Aires      | Argentine          | Estadio Monumental Antonio Vespucio Liberti  |
| 15 mars 2012      | Buenos Aires      | Argentine          | Estadio Monumental Antonio Vespucio Liberti  |
| 17 mars 2012      | Buenos Aires      | Argentine          | Estadio Monumental Antonio Vespucio Liberti  |
| 18 mars 2012      | Buenos Aires      | Argentine          | Estadio Monumental Antonio Vespucio Liberti  |
| 20 mars 2012      | Buenos Aires      | Argentine          | Estadio Monumental Antonio Vespucio Liberti  |
| 25 mars 2012      | Porto Alegre      | Brésil             | Estádio Beira-Rio                            |
| 29 mars 2012      | Rio de Janeiro    | Brésil             | Estádio Olímpico João Havelange              |
| 1er avril 2012    | São Paulo         | Brésil             | Estádio do Morumbi                           |
| 3 avril 2012      | São Paulo         | Brésil             | Estádio do Morumbi                           |
| Amérique du Nord  |                   |                    |                                              |
| 27 avril 2012     | Mexico            | Mexique            | Foro Sol                                     |
| 28 avril 2012     | Mexico            | Mexique            | Foro Sol                                     |
| 1er mai 2012      | Houston           | États-Unis         | Toyota Center                                |
| 3 mai 2012        | Austin            | États-Unis         | Frank Erwin Center                           |
| 5 mai 2012        | Tulsa             | États-Unis         | BOK Center                                   |
| 7 mai 2012        | Denver            | États-Unis         | Pepsi Center                                 |
| 11 mai 2012       | San Francisco     | États-Unis         | AT&T Park                                    |
| 13 mai 2012       | San Diego         | États-Unis         | Valley View Casino Center                    |
| 15 mai 2012       | Phoenix           | États-Unis         | US Airways Center                            |
| 19 mai 2012       | Los Angeles       | États-Unis         | Los Angeles Memorial Coliseum                |
| 22 mai 2012       | Portland          | États-Unis         | Rose Garden                                  |
| 24 mai 2012       | Seattle           | États-Unis         | KeyArena                                     |
| 26 mai 2012       | Vancouver         | Canada             | BC Place                                     |
| 28 mai 2012       | Edmonton          | Canada             | Rexall Place                                 |
| 29 mai 2012       | Edmonton          | Canada             | Rexall Place                                 |
| 31 mai 2012       | Winnipeg          | Canada             | MTS Centre                                   |
| 1er juin 2012     | Winnipeg          | Canada             | MTS Centre                                   |
| 3 juin 2012       | Saint Paul        | États-Unis         | Xcel Energy Center                           |
| 5 juin 2012       | Détroit           | États-Unis         | Joe Louis Arena                              |
| 6 juin 2012       | Grand Rapids      | États-Unis         | Van Andel Arena                              |
| 8 juin 2012       | Chicago           | États-Unis         | Wrigley Field                                |
| 10 juin 2012      | Louisville        | États-Unis         | KFC Yum! Center                              |
| 11 juin 2012      | Indianapolis      | États-Unis         | Bankers Life Fieldhouse                      |
| 13 juin 2012      | Atlanta           | États-Unis         | Philips Arena                                |
| 15 juin 2012      | Sunrise           | États-Unis         | BankAtlantic Center                          |
| 16 juin 2012      | Orlando           | États-Unis         | Amway Center                                 |
| 19 juin 2012      | Nashville         | États-Unis         | Bridgestone Arena                            |
| 21 juin 2012      | Buffalo           | États-Unis         | First Niagara Center                         |
| 23 juin 2012      | Toronto           | Canada             | Centre Rogers                                |
| 25 juin 2012      | Ottawa            | Canada             | Scotiabank Place                             |
| 26 juin 2012      | Montréal          | Canada             | Centre Bell                                  |
| 28 juin 2012      | Albany            | États-Unis         | Times Union Center                           |
| 29 juin 2012      | Hartford          | États-Unis         | XL Center                                    |
| 1er juillet 2012  | Boston            | États-Unis         | Fenway Park                                  |
| 3 juillet 2012    | Pittsburgh        | États-Unis         | Consol Energy Center                         |
| 6 juillet 2012    | New York          | États-Unis         | Yankee Stadium                               |
| 7 juillet 2012    | New York          | États-Unis         | Yankee Stadium                               |
| 9 juillet 2012    | Raleigh           | États-Unis         | PNC Arena                                    |
| 10 juillet 2012   | Charlotte         | États-Unis         | Time Warner Cable Arena                      |
| 12 juillet 2012   | Washington        | États-Unis         | Verizon Center                               |
| 14 juillet 2012   | Philadelphie      | États-Unis         | Citizens Bank Park                           |
| 21 juillet 2012   | Québec            | Canada             | Plaines d'Abraham                            |

## Revenus des concerts
| Endroit                          | Ville             | Billets vendus / Disponible  | Revenue       |
| -------------------------------- | ----------------- | ---------------------------- | ------------- |
| Air Canada Centre                | Toronto           | 40,922 / 40,922 (100 %)      | $5,623,300    |
| United Center                    | Chicago           | 45,653 / 47,487 (96 %)       | $5,400,900    |
| CONSOL Energy Center             | Pittsburgh        | 12,561 / 12,561 (100 %)      | $1,316,224    |
| Quicken Loans Arena              | Cleveland         | 12,369 / 13,320 (93 %)       | $1,229,950    |
| TD Garden                        | Boston            | 34,120 / 34,626 (99 %)       | $3,836,070    |
| Madison Square Garden            | New York          | 36,704 / 36,704 (100 %)      | $5,449,885    |
| HSBC Arena                       | Buffalo           | 13,718 / 13,718 (100 %)      | $1,493,334    |
| Verizon Center                   | Washington        | 12,865 / 12,865 (100 %)      | $2,017,970    |
| Nassau Coliseum                  | Uniondale         | 21,147 / 21,147 (100 %)      | $2,365,175    |
| XL Center                        | Hartford          | 11,647 / 11,647 (100 %)      | $1,534,942    |
| Scotiabank Place                 | Ottawa            | 12,699 / 12,699 (100 %)      | $1,346,000    |
| Centre Bell                      | Montréal          | 27,210 / 27,210 (100 %)      | $3,482,540    |
| Schottenstein Center             | Columbus          | 12,010 / 12,010 (100 %)      | $1,325,804    |
| Palace of Auburn Hills           | Auburn Hills      | 13,481 / 13,481 (100 %)      | $1,536,384    |
| Qwest Center                     | Omaha             | 9,471 / 9,897 (96 %)         | $898,513      |
| Xcel Energy Center               | Saint Paul        | 14,130 / 14,130 (100 %)      | $1,704,884    |
| Scottrade Center                 | St. Louis         | 12,574 / 12,574 (100 %)      | $1,341,058    |
| Sprint Center                    | Kansas City       | 11,458 / 11,458 (100 %)      | $1,253,051    |
| Izod Center                      | East Rutherford   | 25,690 / 25,690 (100 %)      | $3,385,970    |
| Wells Fargo Center               | Philadelphie      | 39,280 / 39,280 (100 %)      | $5,474,340    |
| Bank Atlantic Center             | Sunrise           | 24,939 / 24,939 (100 %)      | $2,956,233    |
| St Pete Times Forum              | Tampa             | 14 630 / 15 650 (93 %)       | 1 784 297 $   |
| Philips Arena                    | Atlanta           | 12 665 / 12 665 (100 %)      | 1 772 797 $   |
| Toyota Center                    | Houston           | 11,443 / 11,443 (100 %)      | $1,541,128    |
| American Airlines Center         | Dallas            | 12,804 / 12,804 (100 %)      | $1,673,754    |
| Pepsi Center                     | Denver            | 11,801 / 11,801 (100 %)      | $1,491,145    |
| MGM Grand Garden                 | Paradise          | 12,661 / 12,661 (100 %)      | $1,992,350    |
| US Airways Center                | Phoenix           | 12,234 / 12,234 (100 %)      | $1,428,183    |
| STAPLES Center                   | Los Angeles       | 36,621 / 36,621 (100 %)      | $5,408,750    |
| Oracle Arena                     | Oakland           | 12,579 / 12,579 (100 %)      | $1,536,895    |
| HP Pavilion                      | San José          | 23,209 / 23,209 (100 %)      | $3,106,707    |
| Rogers Arena                     | Vancouver         | 13,159 / 13,159 (100 %)      | $1,940,070    |
| Tacoma Dome                      | Tacoma            | 19,785 / 19,785 (100 %)      | $2,194,338    |
| Honda Center                     | Anaheim           | 23,854 / 23,854 (100 %)      | $3,321,700    |
| Palais des sports (Mexico)       | Mexico            | 42 864 / 42 864 (100 %)      | 4 788 270 $   |
| Atlantic Pavilion                | Lisbonne          | 31,170 / 31,170 (100 %)      | $2,593,376    |
| Palais des sports                | Madrid            | 29 338 / 29 338 (100 %)      | 2 135 012 $   |
| Palau Sant Jordi                 | Barcelone         | 28,738 / 28,738 (100 %)      | $2,079,519    |
| Mediolanum Forum                 | Milan             | 38 513 / 38 513 (100 %)      | 3 888 218 $   |
| Gelredome                        | Arnhem            | 88 693 / 88 693 (100 %)      | $8,632,039    |
| Arena Zagreb                     | Zagreb            | 17,004 / 17,004 (100 %)      | $1,122,965    |
| O2 Arena                         | Prague            | 29,095 / 29,095 (100 %)      | $3,495,960    |
| Atlas Arena                      | Lodz              | 26,231 / 26,231 (100 %)      | $2,248,310    |
| Olympiski                        | Moscou            | 21,894 / 21,894 (100 %)      | $1,904,778    |
| SKK Arena                        | Saint-Pétersbourg | 15,998 / 15,998 (100 %)      | $1,542,045    |
| Hartwall Arena                   | Helsinki          | 20,583 / 20,583 (100 %)      | $2,291,537    |
| Telenor Arena                    | Bærum             | 36,034 / 36,034 (100 %)      | $5,597,370    |
| Ericsson Globe                   | Stockholm         | 23,212 / 23,212 (100 %)      | $3,127,365    |
| Parken Stadion                   | Copenhague        | 46,825 / 46,825 (100 %)      | $5,151,114    |
| The O2 Arena                     | Londres           | 89,182 / 90,006 (99 %)       | $10,232,800   |
| Evening News Arena               | Manchester        | 25,006 / 25,239 (99 %)       | $2,989,250    |
| The O2                           | Dublin            | 24,540 / 24,540 (100 %)      | $2,370,038    |
| Sportspaleis                     | Anvers            | 24,977 / 24,977 (100 %)      | 2 703 230 $   |
| Palais omnisports de Paris-Bercy | Paris             | 28 000 / 28 000 (100 %)      | 2 967 148 $   |
| SAP Arena                        | Mannheim          | 16,444 / 16,444 (100 %)      | $2,226,201    |
| Hallenstadion                    | Zurich            | 39,811 / 39,811 (100 %)      | $9,633,656    |
| O2 World                         | Hambourg          | 19,839 / 19,839 (100 %)      | $2,605,683    |
| Jyske Bank Boxen                 | Herning           | 13,564 / 13,564 (100 %)      | $1,595,402    |
| O2 World                         | Berlin            | 21,961 / 21,961 (100 %)      | $2,734,176    |
| Esprit Arena                     | Düsseldorf        | 33,299 / 33,299 (100 %)      | $3,784,690    |
| Olympiahalle                     | Munich            | 9,888 / 9,888 (100 %)        | $1,343,821    |
| Papp Laszlo Sportarena           | Budapest          | 13,445 / 13,445 (100 %)      | $1,333,913    |
| National Indoor Arena            | Birmingham        | 9,326 / 9,326 (100 %)        | $1,142,757    |
| Evening News Arena               | Manchester        | 11,811 / 11,811 (100 %)      | $1,438,940    |
| Palais omnisports de Paris-Bercy | Paris             | 28,764 / 28,764 (100 %)      | $3,048,832    |
| Mediolanum Forum                 | Milan             | 21,005 / 21,005 (100 %)      | $1,335,100    |
| OAKA Olympic Indoor Hall         | Athènes           | 35 005 / 35 005 (100 %)      | 2 559 048 $   |
| Burswood Dome                    | Perth             | 19 523 / 19 523 (100 %)      | 3 637 000 $   |
| Entertainment Center             | Brisbane          | 25 359 / 25 359 (100 %)      | 4 268 040 $   |
| Rod Laver Arena                  | Melbourne         | 38,586 / 38,586 (100 %)      | $6,900,750    |
| Allphones Arena                  | Sydney            | 22,994 / 22,994 (100 %)      | $4,314,050    |
| Vector Arena                     | Auckland          | 39,096 / 39,096 (100 %)      | $6,149,610    |
| Estadio Nacional                 | Santiago          | 93,926 / 94,875 (99 %)       | $9,297,778    |
| Estadio River Plate              | Buenos Aires      | 430,678 / 444,906 (97 %)     | $37,970,877   |
| Estadio Beira-Rio                | Porto Alegre      | 42,436 / 46,671 (91 %)       | $5,950,540    |
| Estadio Olimpico Joao Havelange  | Rio de Janeiro    | 43,046 / 53,219 (81 %)       | $4,839,180    |
| Estadio do Morumbi               | São Paulo         | 99,869 / 107,621 (93 %)      | $12,512,600   |
| Foro Sol                         | Mexico            | 82,811 / 82,811 (100 %)      | $7,596,861    |
| Toyota Center                    | Houston           | 11,264 / 11,264 (100 %)      | $1,365,855    |
| Frank Erwin Center               | Austin            | 10,230 / 10,230 (100 %)      | $1,188,971    |
| BOK Center                       | Tulsa             | 10,651 / 10,651 (100 %)      | $1,198,062    |
| Pepsi Center                     | Denver            | 11,800 / 11,800 (100 %)      | $1,443,249    |
| AT&T Park                        | San Francisco     | 33,193 / 33,193 (100 %)      | $4,151,511    |
| Valley View Casino Center        | San Diego         | 10,219 / 10,219 (100 %)      | $1,323,031    |
| US Airways Center                | Phoenix           | 11,585 / 11,585 (100 %)      | $1,255,271    |
| LA Memorial Coliseum             | Los Angeles       | 45,751 / 45,751 (100 %)      | $3,544,731    |
| Rose Garden                      | Portland          | 12,275 / 12,275 (100 %)      | $1,316,751    |
| KeyArena                         | Seattle           | 12,006 / 12,006 (100 %)      | $1,481,010    |
| BC Place                         | Vancouver         | 36,013 / 36,013 (100 %)      | $3,820,182    |
| Rexall Place                     | Edmonton          | 24,419 / 24,419 (100 %)      | $3,085,732    |
| MTS Centre                       | Winnipeg          | 20,754 / 20,754 (100 %)      | $2,384,855    |
| Xcel Energy Center               | Saint Paul        | 12,889 / 12,889 (100 %)      | $1,420,771    |
| Joe Louis Arena                  | Détroit           | 11,406 / 11,406 (100 %)      | $1,222,904    |
| Van Andel Arena                  | Grand Rapids      | 9,388 / 9,388 (100 %)        | $1,042,274    |
| Wrigley Field                    | Chicago           | 36,881 / 36,881 (100 %)      | $4,388,860    |
| KFC Yum! Center                  | Louisville        | 12,547 / 14,666 (86 %)       | $1,295,669    |
| Bankers Life Fieldhouse          | Indianapolis      | 11,248 / 11,248 (100 %)      | $1,288,131    |
| Philips Arena                    | Atlanta           | 10,707 / 10,707 (100 %)      | $1,256,465    |
| Bank Atlantic Center             | Sunrise           | 12,299 / 12,299 (100 %)      | $1,522,098    |
| Amway Center                     | Orlando           | 11,878 / 11,878 (100 %)      | $1,383,781    |
| Bridgestone Arena                | Nashville         | 12,748 / 12,748 (100 %)      | $1,356,251    |
| First Niagara Center             | Buffalo           | 12,996 / 12,996 (100 %)      | $1,327,184    |
| Rogers Centre                    | Toronto           | 40,328 / 40,328 (100 %)      | $3,876,736    |
| ScotiaBank Place                 | Ottawa            | 11,604 / 11,604 (100 %)      | $1,239,283    |
| Centre Bell                      | Montréal          | 14,305 / 14,305 (100 %)      | $1,740,898    |
| Times Union Center               | Albany            | 10,963 / 10,963 (100 %)      | $1,155,427    |
| XL Center                        | Hartford          | 11,225 / 11,225 (100 %)      | $1,421,495    |
| Fenway Park                      | Boston            | 27,847 / 27,847 (100 %)      | $3,620,675    |
| CONSOL Energy Center             | Pittsburgh        | 12,488 / 12,488 (100 %)      | $1,269,078    |
| Yankee Stadium                   | New York          | 62,188 / 62,188 (100 %)      | $7,375,030    |
| PNC Arena                        | Raleigh           | 11,913 / 11,913 (100 %)      | $1,259,326    |
| Time Warner Cable Arena          | Charlotte         | 12,540 / 12,540 (100 %)      | $1,256,734    |
| Verizon Center                   | Washington        | 12,901 / 12,901 (100 %)      | $1,683,729    |
| Citizens Bank Park               | Philadelphie      | 36,773 / 36,773 (100 %)      | $4,270,942    |
| Plains of Abraham                | Québec            | 71 021 / 75 000 (95 %)       | 7 391 936 $   |
| TOTAL                            | TOTAL             | 3 299 740 / 3 352 947 (98 %) | 377 368 148 $ |